# Берёзовский Камень (хребет)
Берёзовский Камень, или Березовский Камень — горный хребет на Северном Урале в Пермском крае, Россия, в восточной части Чердынского района Пермского края. Максимальная высота — 831 м.

## Характеристика
Хребет Берёзовский Камень расположен на Среднем Урале в Пермском крае на юго-западе хребта Чувальский Камень. Хребет вытянут по меридиану, имеет длину с севера на юг около 25 км, максимальную ширину — 6 км. В северной части имеет сильно заболоченный пологий гребень. Разделён долиной реки Берёзовая Рассоха. Главная вершина хребта имеет форму купола с пологими склонами. Южная часть хребта покрыта курумами — скоплениями каменных остроугольных глыб. В северной части имеются карстовые воронки.
Хребет сложен их глинистых сланцев, песчаников, встречаются известняки, туффиты, туфы. В 1970-х годах изучалась алмазоносность пород хребта. Была разведана палеороссыпь с запасами в 34,26 тыс. карат.

## Гидрография
Хребет является источником питания притоков рек Восточная Рассоха и Полуденная Рассоха, истоком рек Берёзовая, Большая Вая, Берёзовая Рассоха. Восточная его часть питает реки Вишера, Расья, Нижняя Паниха, Банная, Дыроватиха, Елма.

## Флора
Большая часть хребта покрыта лесом пихтово—елово—берёзовым лесом. Выше 800 метров — берёзовые криволесья и луга.

## Топонимика
Хребет получил название от реки Берёзовая (левый приток реки Колвы) c истоком на этом хребте. Одна из версий говорит, что название дано по преобладающим деревьям, растущим на склонах хребта. Название на языке манси — Касьп-Нёр или Кассеп-Нёр.